# مونیب جوزف
مونیب جوزف (انگلیسی: Moeneeb Josephs؛ زادهٔ ۱۹ مهٔ ۱۹۸۰) یک بازیکن فوتبال اهل آفریقای جنوبی است.
وی همچنین در تیم ملی فوتبال آفریقای جنوبی بازی کرده‌است.